# 카라쿰 운하

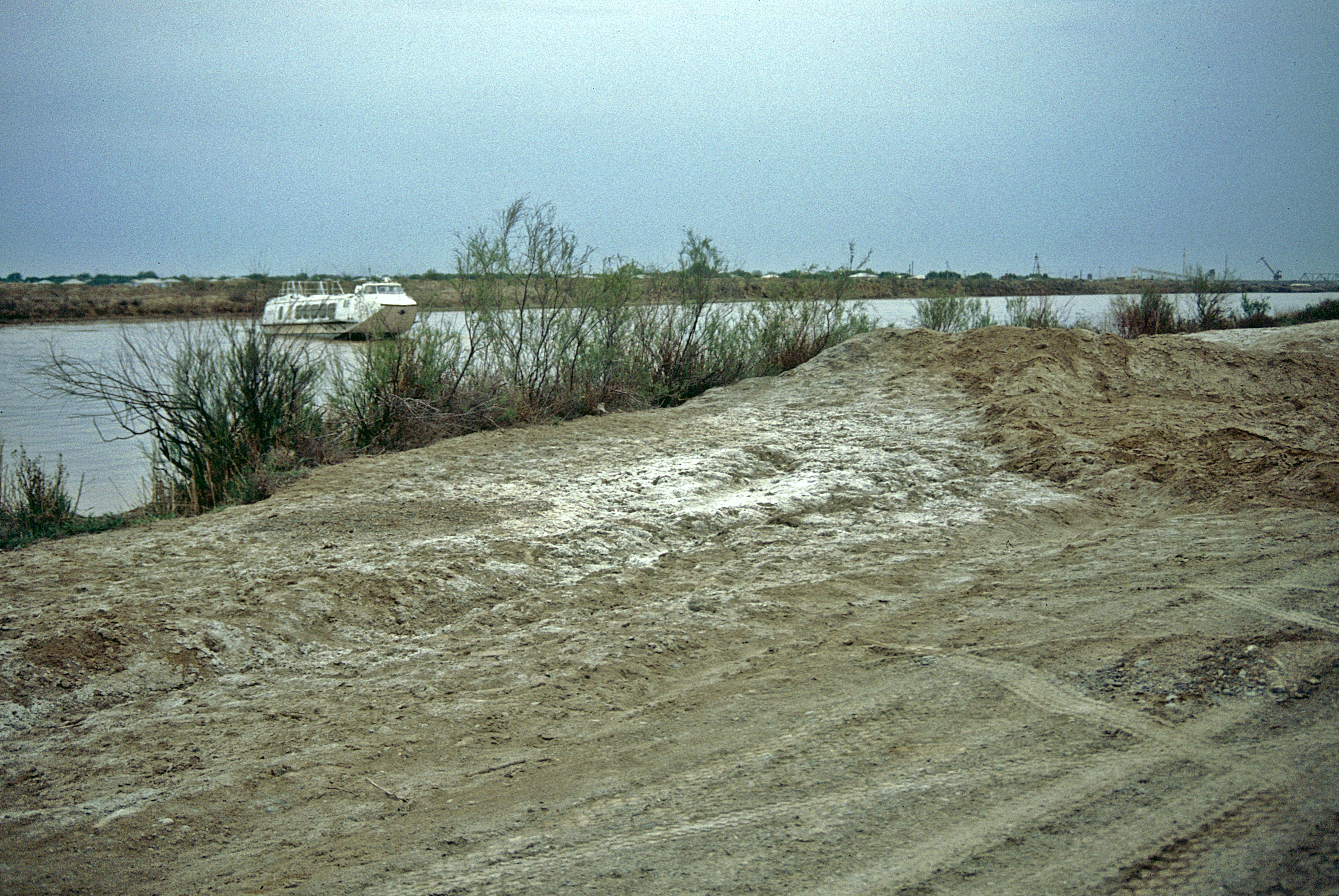
카라쿰 운하

카라쿰 운하(투르크멘어: Garagum kanaly)는 투르크메니스탄에 있는 운하로 세계 최대의 관개용 및 수자원 공급용 운하들 중 하나다. 투르크메니스탄 남동부 아무다리야강에서 시작하여 아슈하바트를 거쳐 투르크메니스탄 남서부로 이어진다. 1954년 착공하여 1988년에 완공된 카라쿰 운하의 길이는 1375km인데 대부분 지역에서 항행이 가능하다. 카라쿰 운하로 인해 소련 당국이 장려한 대규모 면화 단작을 중심으로 넓은 지역이 농경지로 바뀌었으나, 카라쿰 운하 공사는 아랄해가 마르는 원인이 됐다.